# Variante Ómicron do SARS-CoV-2
A variante Ômicron (português brasileiro) ou Ómicron (português europeu) (também conhecida como linhagem B.1.1.529) é uma variante do SARS-CoV-2, o vírus que causa a COVID-19.
A linhagem B.1.1.529 foi relatada à Organização Mundial da Saúde pela África do Sul em 24 de novembro de 2021. Em 26 de novembro de 2021, o Grupo Técnico Consultivo da OMS sobre a evolução do vírus SARS-CoV-2 designou a B.1.1.529 como uma variante de preocupação e a OMS deu a ele a designação Ômicron.
A OMS deveria nomear a variante de Nu, porém como a pronúncia é semelhante a palavra inglesa new ("novo", em português) o órgão decidiu não introduzir para evitar estigmatização. O mesmo ocorreu com a letra Xi que, basicamente, lembraria o nome do presidente chinês, Xi Jinping.
A variante apresenta um grande número de mutações, algumas das quais preocupantes. O número de casos na linhagem B.1.1.529 está aumentando em todas as áreas da África do Sul. Algumas evidências mostram que essa variante apresenta risco aumentado de reinfecção. Estudos estão em andamento para avaliar o impacto exato na transmissibilidade e mortalidade, entre outros fatores. Será a variante dominante em todo o mundo, devido à sua elevada transmissibilidade.
O primeiro espécime da variante encontrado foi a partir de uma coleta feita em 9 de novembro de 2021 em Botswana. Também foi detectado na África do Sul, além de casos confirmados em Hong Kong, Israel (a partir de um viajante voltando do Malaui,  junto com dois que retornaram da África do Sul e um de Madagascar). Um caso confirmado na Bélgica aparentemente adquiriu o vírus no Egito antes de 11 de novembro.
Em 30 de novembro de 2021, foram confirmados no estado de São Paulo, pelo Instituto Adolfo Lutz, os primeiros casos da variante omicron no Brasil, sendo um homem de 41 anos e uma mulher de 37, provenientes da África do Sul. Um terceiro caso foi confirmado um dia depois, também em São Paulo.
Em maio de 2023, era a única variante detectada em sequências publicadas no GISAID, e suas sub-variantes as únicas classificadas como de interesse ou monitoradas pela OMS em junho do mesmo ano. Segundo a OMS, pelo menos desde fevereiro de 2022 a ómicron já representava mais de 98% das sequências genéticas coletadas e disponíveis publicamente.
Em agosto de 2023, uma sub-variante da Omicron denominada EG.5 ou Eris foi adicionada à lista da OMS como variante de interesse, sendo classificada como de baixo risco global pela agência. A variante foi identificada pela primeira vez em fevereiro de 2023 na China, sendo detectada nos Estados Unidos pela primeira vez em abril do mesmo ano, e se tornou a variante dominante nos EUA em agosto.